# Marine-Ehrenmal Laboe

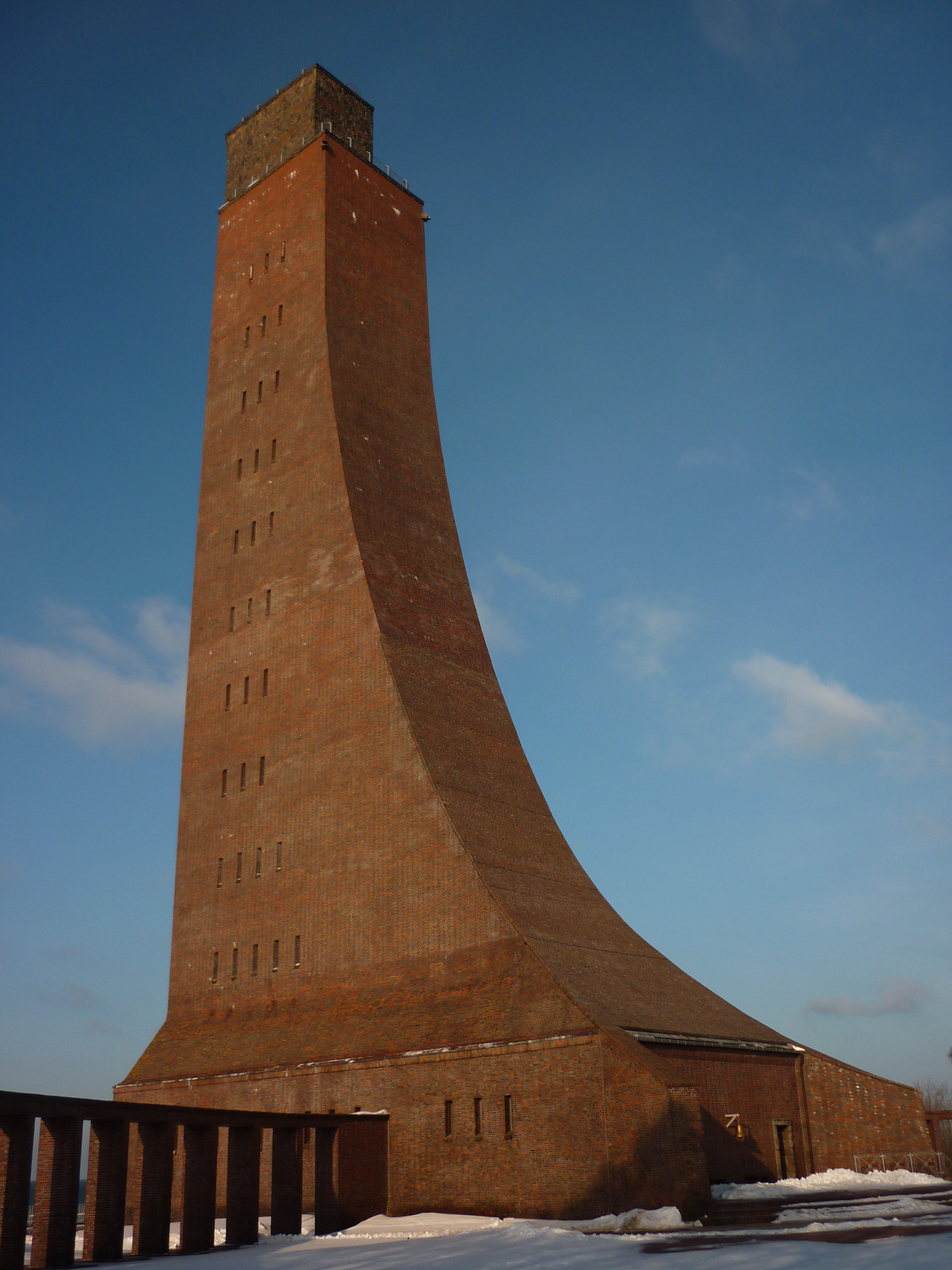
Marine-Ehrenmal Laboe, vom Innenhof aus gesehen

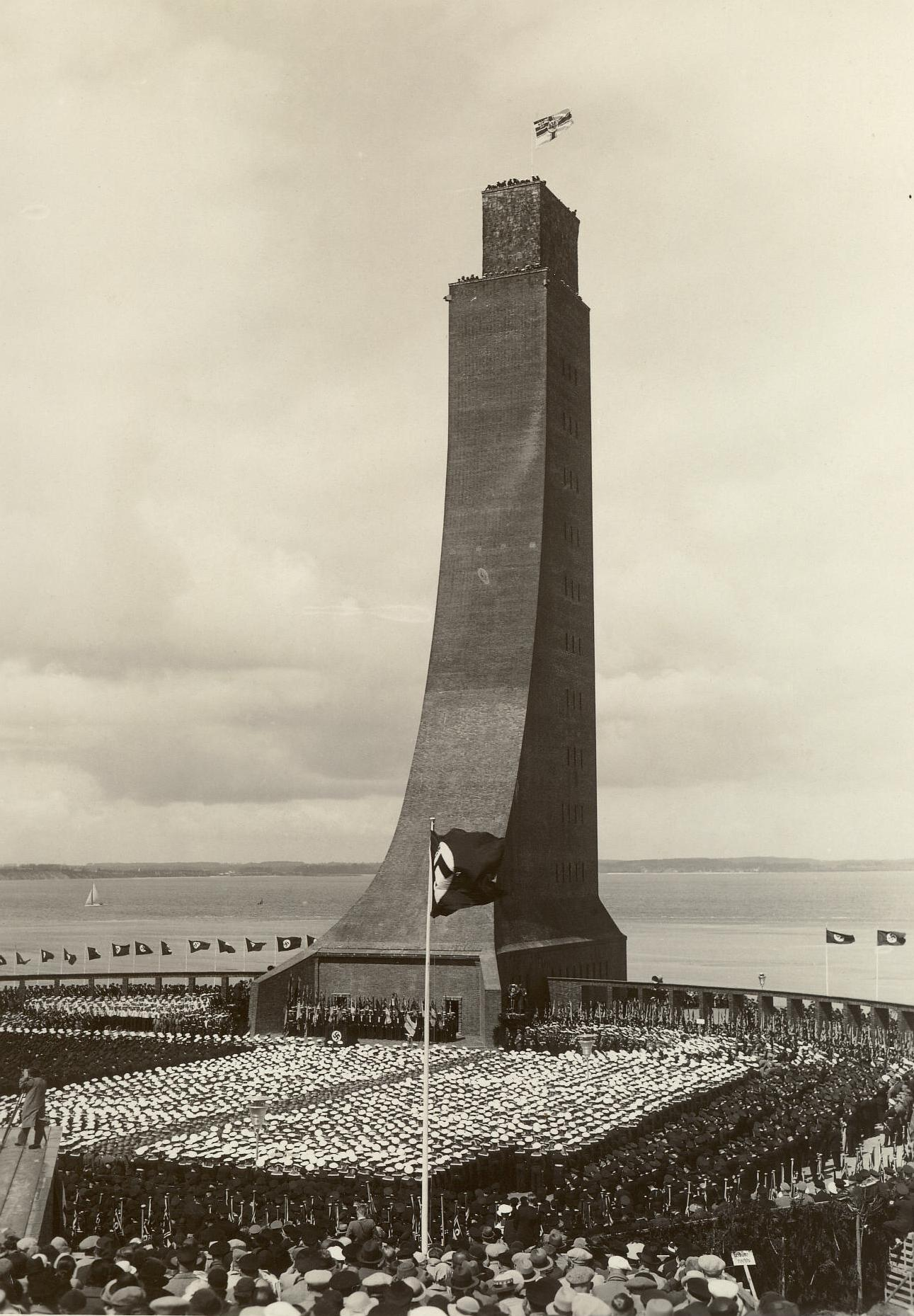
Marine-Ehrenmal Laboe Einweihung am 30. Mai 1936

Das Marine-Ehrenmal in Laboe ist eine Gedenkstätte für die auf den Meeren gebliebenen Seeleute aller Nationen und ein Mahnmal für eine friedliche Seefahrt auf freien Meeren. Besonders markant und weithin sichtbar ist der 72 Meter hohe Turm des Ehrenmals, der als ein Wahrzeichen der Kieler Förde gilt. Zum Ensemble des Ehrenmals gehören auch verschiedene Ausstellungsstätten, sowohl am Fuße des Turms als auch auf dem gesamten Gelände.
Ursprünglich wurde das von 1927 bis 1936 errichtete Ehrenmal als Kriegerdenkmal für die im Ersten Weltkrieg gefallenen deutschen Marinesoldaten genutzt. Später kam das Gedenken an die im Zweiten Weltkrieg gefallenen Angehörigen der Kriegsmarine hinzu. Seit der Übernahme durch den Deutschen Marinebund am 30. Mai 1954 erinnert das 1996 zur Gedenkstätte umgewidmete Ehrenmal an die auf den Meeren gebliebenen Seeleute aller Nationen und mahnt eine friedliche Seefahrt auf freien Meeren an.
Zusammen mit dem nahegelegenen Museums-U-Boot U 995 zieht das Laboer Ehrenmal zahlreiche Besucher an – im Zeitraum von 1954 bis 2004 haben mehr als 14 Millionen Menschen das Denkmal besucht.

## Die Entstehung des Bauwerks
Die Kaiserliche Marine verzeichnete während des Ersten Weltkriegs (1914 bis 1918) 34.836 Marinesoldaten, die auf See umgekommen waren. Für deren Angehörige gab es keinen Ort zum Trauern. 1925 schlug der ehemalige Obermaat Wilhelm Lammertz dem Deutschen Marinebund die Errichtung einer offiziellen Gedenkstätte für die im Ersten Weltkrieg gefallenen deutschen Marinesoldaten vor. Er beantragte beim Abgeordnetentag 1925 in Erfurt die Errichtung einer würdigen Gedenkstätte. 1926 befürwortete die Gemeinde Laboe dies. Die Baukosten betrugen rund 700.000 Reichsmark; das Geld kam von Spendern und von der Stadt Kiel, die seit 1865 ein bedeutender Marine-Standort geworden war.
1927 wurde ein Architektenwettbewerb ausgeschrieben, bei dem Heinz Stoffregens Entwurf (Titel: Der Opferdank) den ersten Preis gewann. Allerdings wurde ihm der Preis nur formal zuerkannt; die Auswahlkommission bevorzugte den expressionistischen Entwurf des Architekten Gustav August Munzer, der jedoch die veranschlagten Baukosten von 500.000 Reichsmark bei Weitem überschritten hätte. Die Preisrichter empfahlen deshalb, Munzers Entwurf in vereinfachter Form umzusetzen.
Beim Design des Turms stellte sich Munzer, entgegen anderen verbreiteten Meinungen, nicht etwa ein Schiffssegel, einen Bug oder einen U-Bootsturm vor, sondern „ein Bauwerk, mit der Erde und der See fest verwurzelt und gen Himmel steigend wie eine Flamme“.
Am 8. August 1927 wurde der Grundstein auf dem Gelände eines ehemaligen Panzerturms der Kieler Hafenbefestigung gelegt. Der Bau des Turms und somit die erste Bauphase konnte unter Anleitung des Architekten 1929 nach nur 101 Tagen abgeschlossen werden. Wegen der beginnenden Wirtschaftskrise und des dadurch entstandenen Geldmangels musste ein Baustopp eingelegt und die Errichtung der weiteren Bauteile auf unbestimmte Zeit verschoben werden.

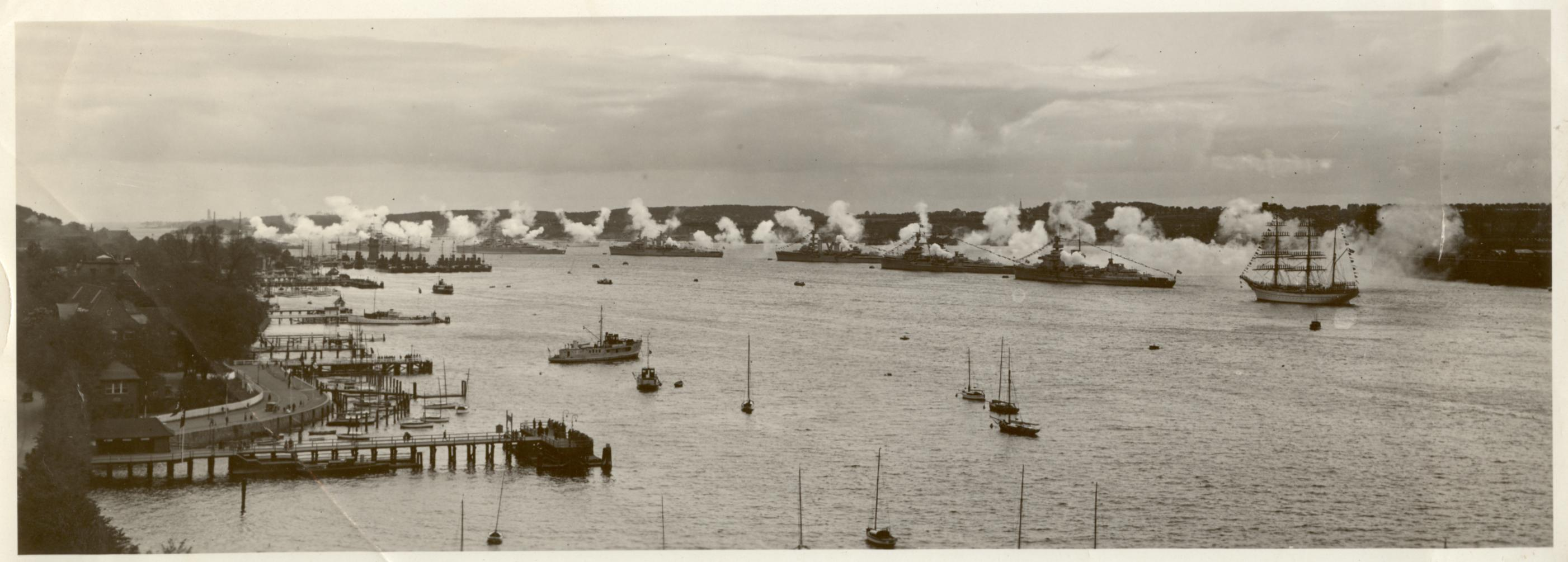
Flottenparade mit Salut zur Einweihung des Ehrenmales Laboe am 30. Mai 1936

Im Juni 1933, einige Monate nach der „Machtergreifung“ des NS-Regimes, wurden die Bauarbeiten auf dem Gelände wieder aufgenommen. Drei Jahre später war das Ehrenmal fertiggestellt; es wurde am 30. Mai 1936 in Anwesenheit Adolf Hitlers feierlich eingeweiht. Dazu wurde eine große Flottenparade mit Ehrensalut gefahren, die Hitler auf dem Aviso Grille abnahm. Am Ende der Paradeformation erwies das Schulschiff Gorch Fock mit in den Rahen angetretener Besatzung eine spezielle Ehrenbezeugung.
Der Turm der Anlage ist 72 Meter hoch; die Oberkante der Brüstung befindet sich 85 Meter über dem Meeresspiegel der Ostsee. Die Aussichtsplattform auf der Spitze ist über 341 Treppenstufen oder mit zwei Aufzügen erreichbar.
Zu dem 5,7 ha großen Ehrenmal-Komplex gehörten außer dem Turm ein 7000 m² großer, mit Wesersandstein befestigter Innenhof, eine historische Halle und eine unterirdische Gedenkstätte. In der historischen Halle befindet sich heute eine Ausstellung zur deutschen Marinegeschichte bis in die Gegenwart mit vielen Marine-Exponaten und Schiffsmodellen.

## Baugeschichte und Konstruktion

### Abmessungen und Baugrund

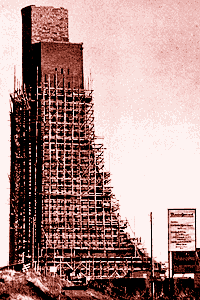
Beginn der Abrüstung am 5. Dezember 1929

Der wichtigste Teil der Anlage, der Turm, erhebt sich 68,20 m über das Gelände, das etwa 14 m ü. NHN liegt. Die Länge des Grundrisses über alles beträgt 31,50 m, die Breite 13,80 m. Den Baugrund bildet eine 5 m starke Schicht Geschiebemergel, darunter Lehm, dann 3 m Sand und wieder Geschiebemergel. Es wurden bei stärkstem Wind 225 kg/m² in den höheren Teilen und 2,8 kg/cm² höchste Randspannung zugelassen. 

### Gründung
Das Bauwerk überträgt seine Last einesteils durch eine kreuzweise bewehrte Fundamentplatte von 1,0 m Stärke auf den Baugrund, andernteils durch einfach bewehrte Stahlbetonstreifenfundamente. Die Form der Fundamentplatte des räumlich aufgefassten und konstruierten Bauwerkes ergibt sich aus dem Bestreben, bei Windruhe die Summe aller Lasten in den Schwerpunkt der Fundamentplatte zu verlegen. Ein Teil des hinteren Bauwerkes blieb deshalb ohne Fundament. Bei der statischen Berechnung der Fundamentplatte wurden die Ergebnisse von P. Pasternaks Arbeit Die baustatische Theorie biegefester Balken und Platten auf elastischer Bettung verwertet.

### Statische Konzeption

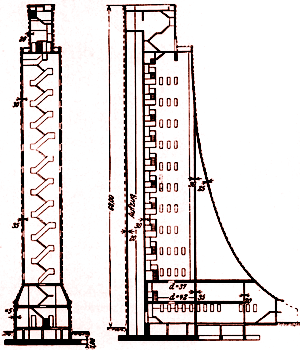
Schnittzeichnungen des Turmes

Das Bauwerk wurde als einheitliches Tragsystem aufgefasst, also als eine in den Boden eingespannte Tragkonstruktion. Aus Gründen weitestgehender Sicherheit, insbesondere mit Rücksicht auf Drehmomente bei Böen und bei Wirbelsturm, wurde jedoch der mittlere Teil – „Kasten“ genannt – so stark ausgebildet, dass er allein imstande ist, die Windkräfte aufzunehmen, die den Bau als Ganzes treffen. Interessant ist die Schrägführung der sehr erheblichen Kräfte der Längs- und Querwände des „Kastens“ (bis zu 145 Tonnen pro laufenden Meter), ohne nennenswerte Biegungsmomente in Wänden und Decken bei einseitigem Wind zu erhalten.

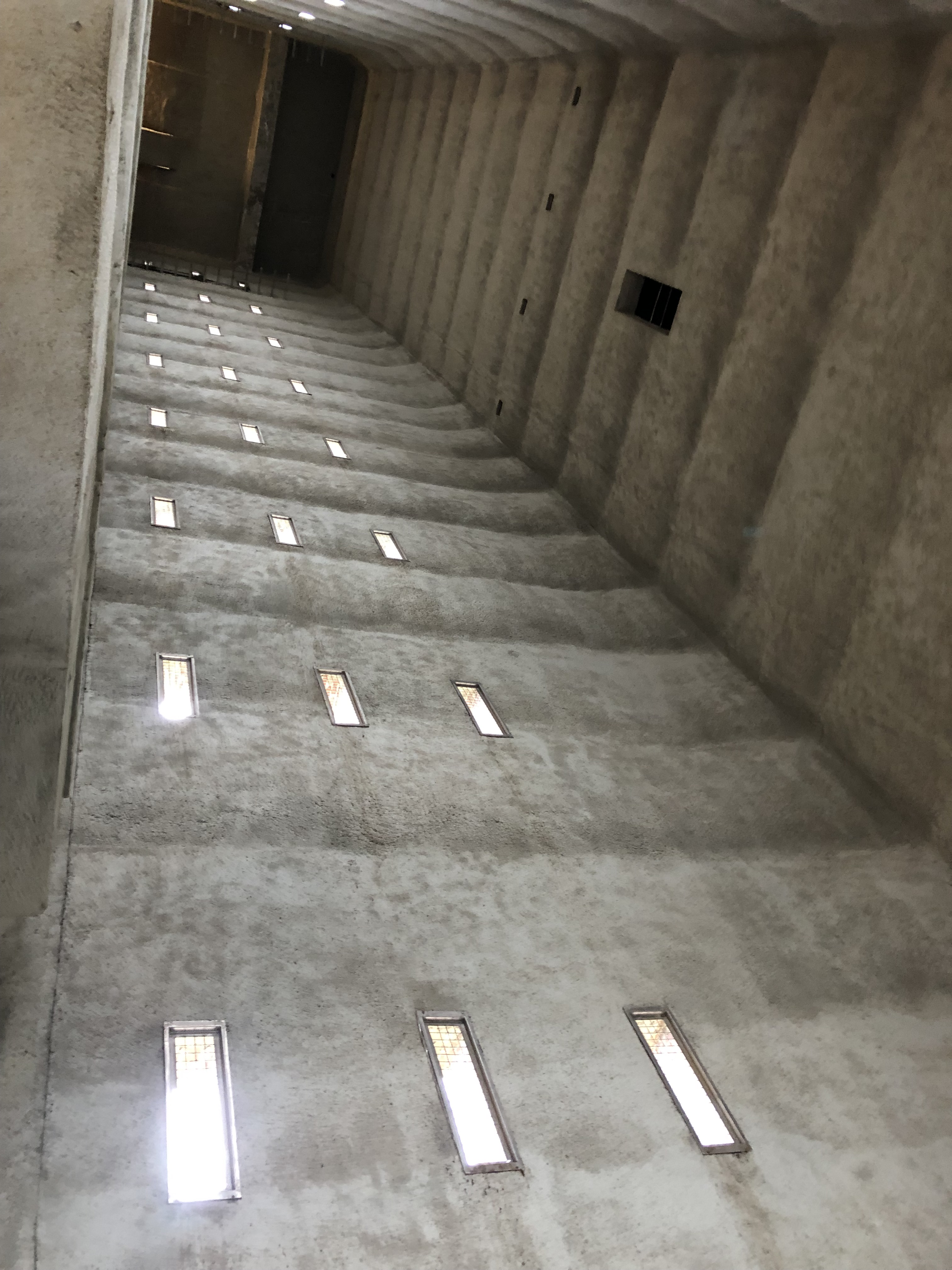
Innenansicht des Turms

Diese Grundauffassung bei der statischen Berechnung erklärt die verhältnismäßig geringen Abmessungen auch des schwerbelasteten Unterbaus. Die Stahlbetontreppe ruht auf den ausgekragten Stahlbetonpodestplatten und wurde nach dem Ausschalen der jeweiligen Betonierungsabschnitte sogleich nachgeholt, so dass sie etwa 14 Tage nach dem Ausschalen des aus Eisenportlandzement errichteten Bauwerks bereits betoniert war. Das nach dem Turminnern gelegene Treppengeländer wurde in Tonerdezement A nachträglich eingebaut. Mit Hilfe einer zehnmal verwendeten Form wurden zehn gleiche Geschosse in zehn Tagen betoniert, da die abends betonierten Teile am folgenden Morgen ausgeschalt werden konnten.

### Ausführungsdetails
Besondere Aufmerksamkeit wurde der Knickgefahr der über 10 m langen Wände des „Kastens“ gewidmet, und zwar aufgrund von Überlegungen, die auf die Knickfestigkeit von Säulen Bezug nehmen. Durch waagerechte Doppelbewehrung und Anordnung von Vouten wurde dieser Knickgefahr begegnet. Der Bau ist in allen inneren Teilen schalungsrau, in seinen außen sichtbaren Teilen verblendet. Als Verblendung dient an der Seeseite und für den Turmkopf Granit aus der Ostsee, der in den Ansichtsflächen rechteckig behauen wurde, aber sonst seine natürliche Form zeigt. Die übrigen Bauteile erhielten eine halbsteinstarke Verblendung aus Bockhorner Klinkern.
Eine besondere Aufgabe war die zuverlässige Verbindung der 68 m hohen Verblendung mit dem Stahlbeton. Es wurde das Eisengerippe verlegt, darauf die innere Schalung hergestellt, die Verblendung in Tonerdezement A aufgemauert. Die Verblendung, welche mit ihren Köpfen bzw. durchbindenden Granitsteinen in den Raum der Stahlbetonkonstruktion eindrang, wurde vorläufig durch eingemauerte Anker mit der inneren Schalung bzw. der Bewehrung verbunden. Infolge der großen Erhärtungsenergie des Tonerdezements konnte jeweils die Nachtschicht den durch Verblendung und Schalung gebildeten Hohlraum ausbetonieren und auf diese Art erreichen, dass Tragkonstruktion und Verblendung sich derart miteinander verklammerten, dass die vorläufige Eisenverankerung der Verblendung für den Dauerbestand des Bauwerkes keine Bedeutung mehr hat.

### Betonförderung
Zur Betonförderung wurde die von der bauausführenden Firma Max Giese Stahlbaubeton, Kiel, konstruierte, im In- und Ausland patentierte Betonpumpe verwendet, und zwar bis in 30 m Höhe. Für die höheren Teile wurde der Beton durch einen in der Mitte des „Kastens“ hochgehenden Aufzug nach oben befördert und durch Gießrinnen der Verwendungsstelle zugeführt. Das verwendete Pumpenmodell, dessen Leistung etwa 8–10 m³/h betrug, war ursprünglich für Normalbauten bestimmt und wurde gleichzeitig beim Bau des Deutschen Hauses in Flensburg eingesetzt. Gepumpter Beton hat eine höhere Materialfestigkeit gegenüber Material aus dem Mischer. Der Beton ließ sich mit dem Einsatz der Betonpumpe erstmals steifer fördern als mit dem Gießturm.

### Bauzeit
Am 1. August 1929 begann die Aufstellung der Schalung des Unterbaus, und am 15. November, also nach 3 1⁄2 Monaten, war die Höhe von 68,20 Metern erreicht.

## Zeit nach dem Zweiten Weltkrieg
Die Bauwerke überstanden den Zweiten Weltkrieg mit relativ geringen Schäden, allerdings wurden zahlreiche Ausstellungsstücke zerstört oder entwendet. Nach Ende des Krieges wurde das Ehrenmal 1945 von der britischen Besatzungsmacht beschlagnahmt. Der Deutsche Marinebund wurde aufgelöst.
1946 verabschiedete der Alliierte Kontrollrat den Beschluss, alle nationalsozialistischen Museen und Denkmäler in Deutschland zu zerstören. Die Überlegung, auch das Marine-Ehrenmal zu sprengen, wurde jedoch wieder verworfen, da dieses nicht den Krieg verherrliche, sondern vielmehr ein „persönlicher Tribut [für die] im Dienste des Landes gefallenen Angehörigen der Marine“ sei. Daraufhin wurde noch im gleichen Jahr der Laboer Bürgermeister als geschäftsführender Treuhänder für das Ehrenmal eingesetzt.

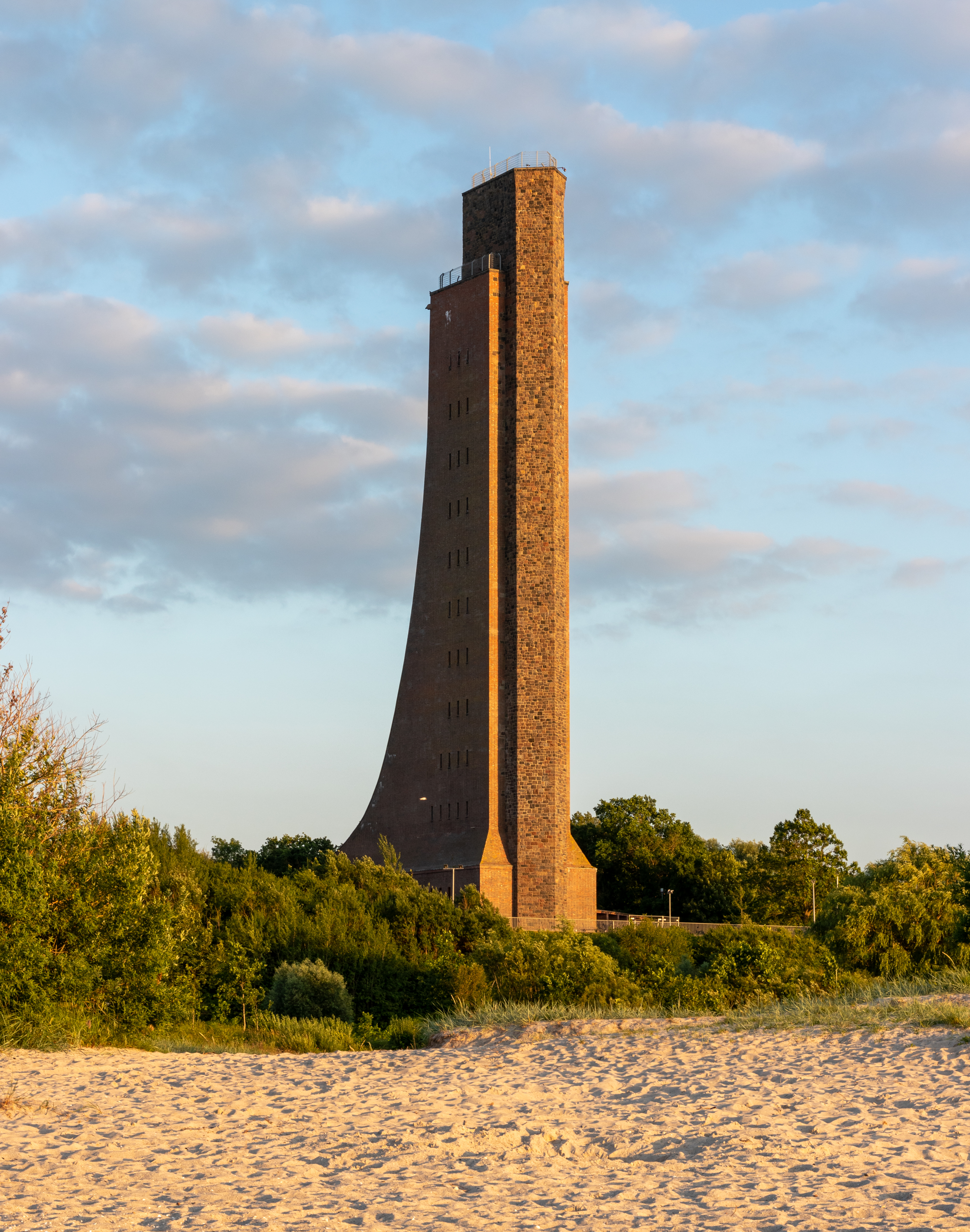
Turm des Ehrenmals von der Strandseite aus gesehen

Nachdem sich der Deutsche Marinebund 1952 neu gegründet hatte, gaben die Alliierten das Marine-Ehrenmal 1954 an diesen zurück.

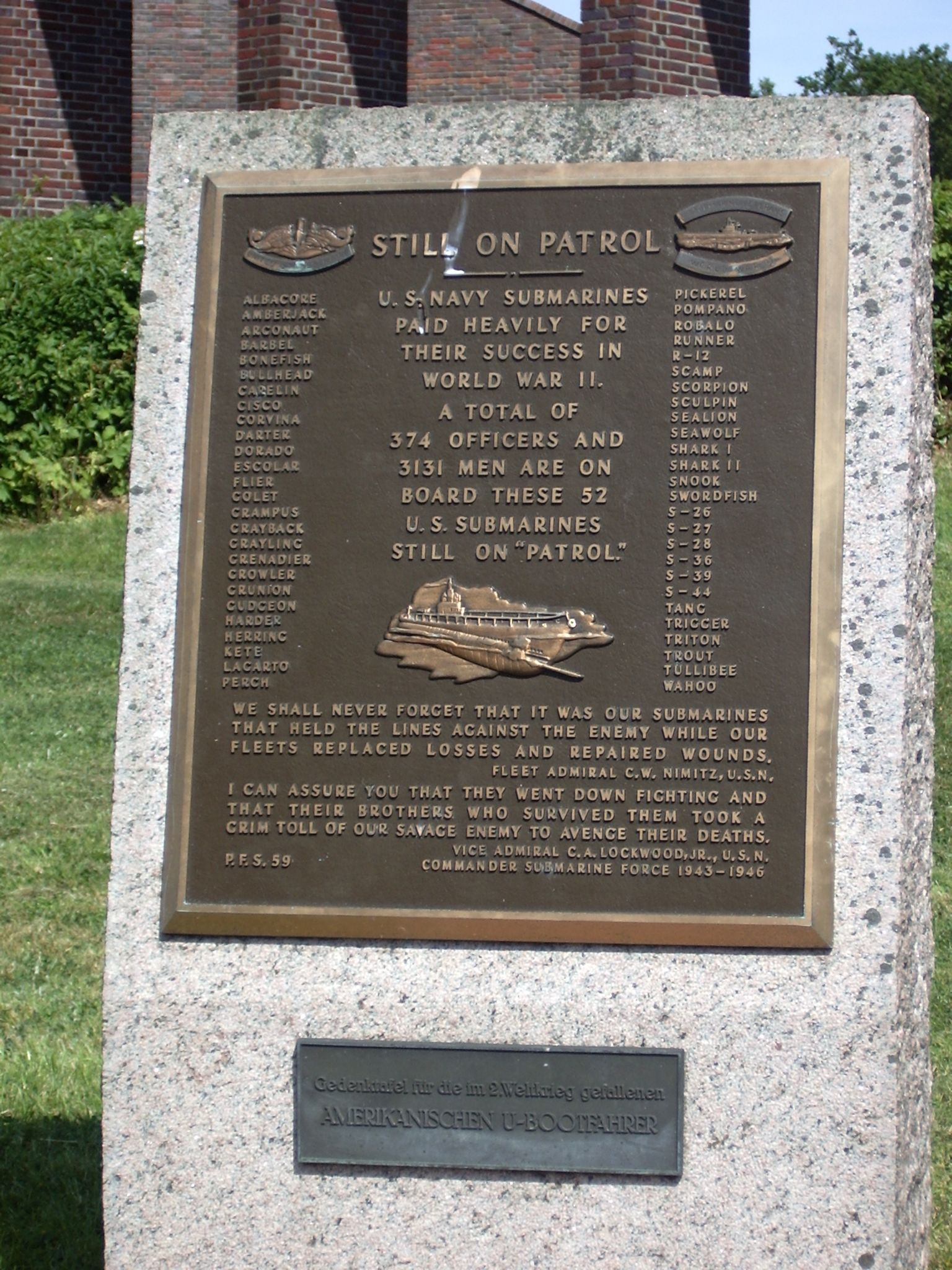
Gedenktafel am Ehrenmal für gefallene amerikanische U-Boot-Fahrer

Von 1993 bis 1998 wurden auf der Anlage des Ehrenmals umfassende Renovierungsarbeiten durchgeführt, die durch das Alter des Bauwerks und die Witterungseinflüsse notwendig geworden waren. Hierzu zählten aufwändige Verfugungsarbeiten an der Verklinkerung sowie weitere Sanierungsarbeiten am Turm und an den Freiflächen. Die Sanierung kostete über vier Millionen D-Mark (kaufkraftbereinigt in heutiger Währung: rund 3,3 Millionen Euro), die der Deutsche Marinebund aus Eintrittsgeldern und Spenden bezog. Geldmittel aus Landes- oder Bundeshaushalten standen nicht zur Verfügung.
Anfang der 2020er Jahre wurde erneut erheblicher Sanierungsbedarf festgestellt. Der Deutsche Marinebund bezifferte den für einen Erhalt des Turms unabweisbar erforderlichen Finanzbedarf auf 4,6 Millionen Euro. Eine breit angelegte Spendenaktion wurde eingeleitet.

## Bedeutungswandel
Seine erste Sinngebung erhielt das Ehrenmal bei seiner Grundsteinlegung 1927. Diese stand noch ganz unter dem Einfluss der Geschehnisse des Ersten Weltkriegs. Die Niederlage Deutschlands und die von vielen Deutschen als Schmach empfundenen Bedingungen des Versailler Vertrages sowie die Hoffnung auf Rache spiegelten sich deutlich in der Widmung wider, ebenso das Ziel des Wiederaufbaus der Deutschen Flotte. Mit folgenden Worten begleitete Admiral a. D. Reinhard Scheer seine Hammerschläge bei der Grundsteinlegung:

„Für deutsche Seemannsehr’

Für Deutschlands schwimmende Wehr

Für beider Wiederkehr“

Der Geist der Revanche, den diese Widmung in sich trägt, wurde auch bei der feierlichen Eröffnung des Ehrenmal-Komplexes 1936 von den Nationalsozialisten aufgegriffen und für die NS-Ideologie vereinnahmt.
Einen erheblichen Bedeutungswandel erlebte das Ehrenmal bei der festlichen Rückgabe an den Deutschen Marinebund 1954. Die neue Widmung, ganz im Sinne der Versöhnung mit den ehemaligen Kriegsgegnern, sollte Respekt anderen Nationen gegenüber zum Ausdruck bringen und schloss somit auch das Gedenken an alle gefallenen Soldaten der Weltkriege ein.

„Dem Gedenken aller

toten deutschen

Seefahrer beider

Weltkriege und

unserer toten

Gegner“

Die letzte Umwidmung fand 1996 statt, als der Ehrenmal-Komplex zur Gedenkstätte der auf See Gebliebenen aller Nationen erklärt wurde. Die Bedeutung des Ehrenmals wendete sich damit nun komplett vom Kontext des Krieges ab.

„Gedenkstätte für die

auf See Gebliebenen

aller Nationen

Mahnmal für eine

friedliche Seefahrt

auf freien Meeren“

Auf Wunsch der Deutschen Marine wurde eine separate Widmung speziell für die Gedenkstätte der Toten der Marine der Bundesrepublik Deutschland geschaffen. In der Eingangshalle ist diese auf der linken Seite platziert:

„Im ehrenden Gedenken den Angehörigen der deutschen Marine, die seit 1955 in Ausübung ihres Dienstes ihr Leben ließen.“

Auf der rechten Seite des Eingangsbereiches heißt es:

„Wir gedenken der Toten der zivilen Schifffahrt und Seedienste“

## Die museale Funktion des Marine-Denkmals
Die historische Halle, die am östlichen Ende des Turms gelegen ist, dient als musealer Ausstellungsraum. Die Ausstellung erzählt von der Entwicklung der Schifffahrt, von der Geschichte der deutschen Marine, der Handelsschifffahrt sowie von aktuellen, wehrpolitischen Themen. Mit großen Schaubildern, umfassendem Kartenmaterial und vielen Exponaten wird dem Besucher die Thematik näher gebracht. Originalgetreue Schiffsmodelle ergänzen die Ausstellung.

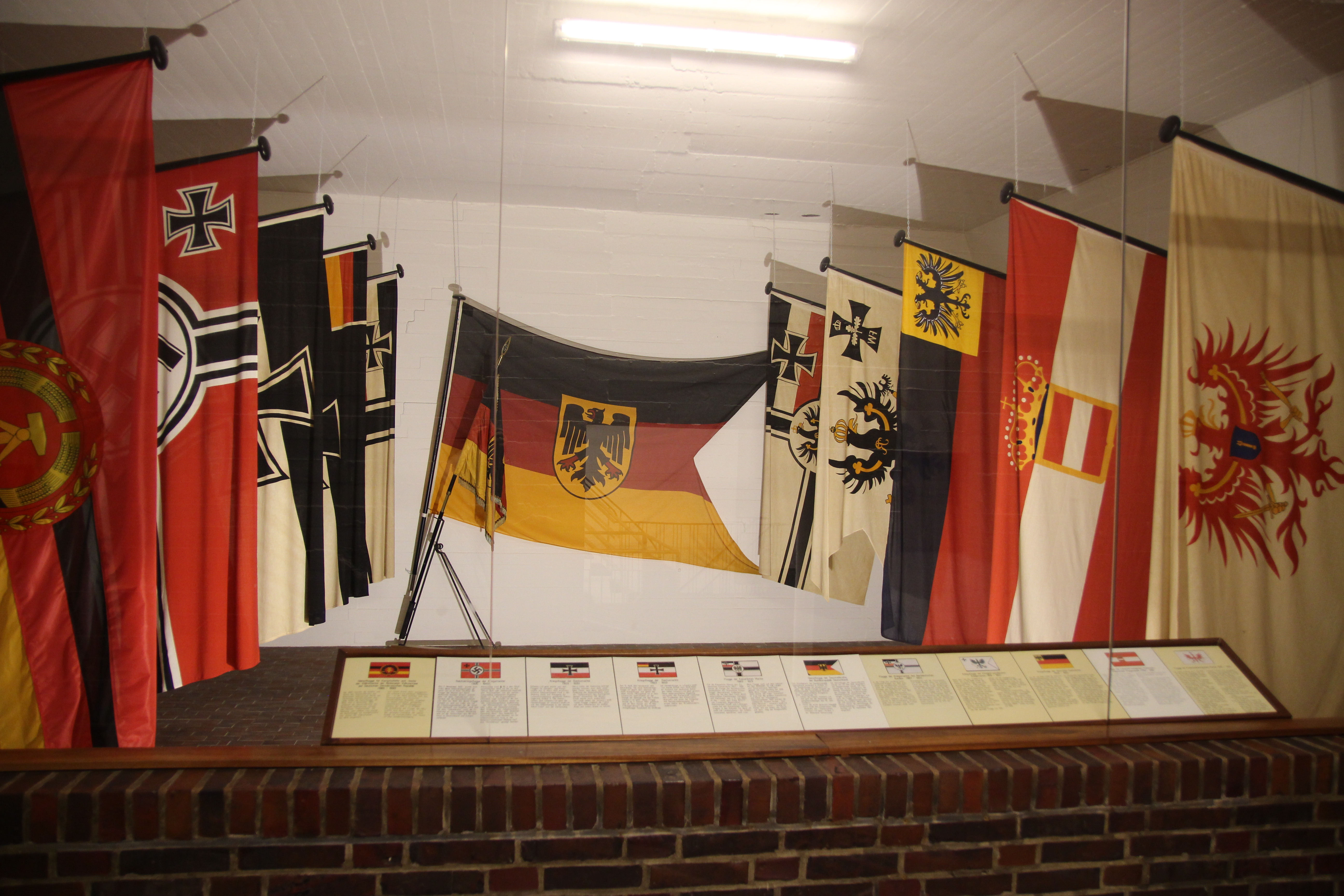
Ausstellung historischer deutscher Marineflaggen

Im sogenannten Flaggenraum, dem Ausstellungsraum zu den „Flaggen Deutscher Seestreitkräfte“ im Innern des Denkmals findet sich eine Präsentation „authentisch wirkender“ Kriegsflaggen. Hier werden die Reichskriegsflaggen des Kaiserreichs, die Reichskriegsflagge der Kriegsmarine mit dem Hakenkreuz des NS-Staates, die Dienstflagge der Volksmarine der DDR und die Dienstflagge der Bundesmarine in einer Zusammenschau gezeigt.

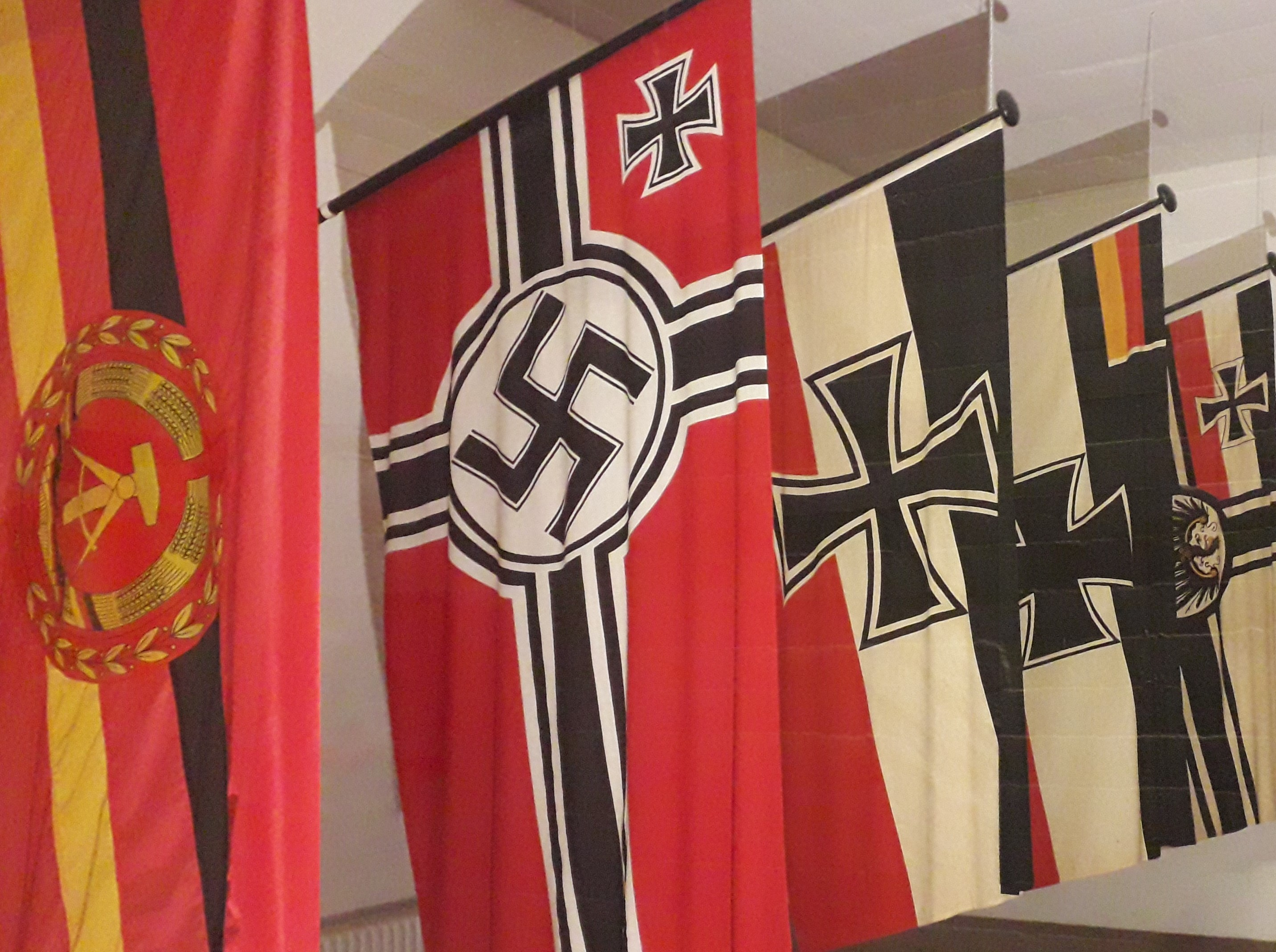
Linke Flaggenreihe (näher)

Im Kontext historischer Flaggen deutscher Marinegeschichte wird überdies neben der Kriegsflagge der Reichsflotte (1848–1852), der preußischen Seekriegsflagge und der Flagge der Brandenburgischen Seestreitmacht (bzw. der „Brandenburgisch-Afrikanischen Compagnie“, 1682–1711) auch die Flagge der k.u.k. Kriegsmarine (Österreich-Ungarn) vor 1918 präsentiert.
Einen Bedeutungswandel und neue Akzente hat es im Laufe der Nachkriegszeit und insbesondere seit den 1990er Jahren auch hinsichtlich der inhaltlichen musealen Präsentation gegeben. So findet man nun auch Hinweise u. a. auf Mordaktionen von Soldaten der kaiserlichen Marine zwischen 1904 und 1908 an den Herero und Nama in Deutsch-Südwestafrika und auf die frühe Beteiligung der Marineführung an den Aufrüstungsplänen des NS-Regimes sowie auf den Einsatz von Zwangsarbeitern, etwa beim Bau von U-Boot-Bunkern.
Einen weiteren musealen Aspekt stellt das Gedenkbuch der Organisation Volksbund Deutsche Kriegsgräberfürsorge dar. Darin sind 63.686 auf See gebliebene oder verschollene Angehörige der ehemaligen deutschen Kriegsmarine des Zweiten Weltkrieges erfasst. Dieses Buch wurde dem Deutschen Marinebund im Juni 1985 feierlich übergeben und liegt in der Ehrenhalle des Marine-Ehrenmals neben einem Namenbuch der Gefallenen der Kaiserlichen Marine im Ersten Weltkrieg zur Einsichtnahme für interessierte Besucher aus.

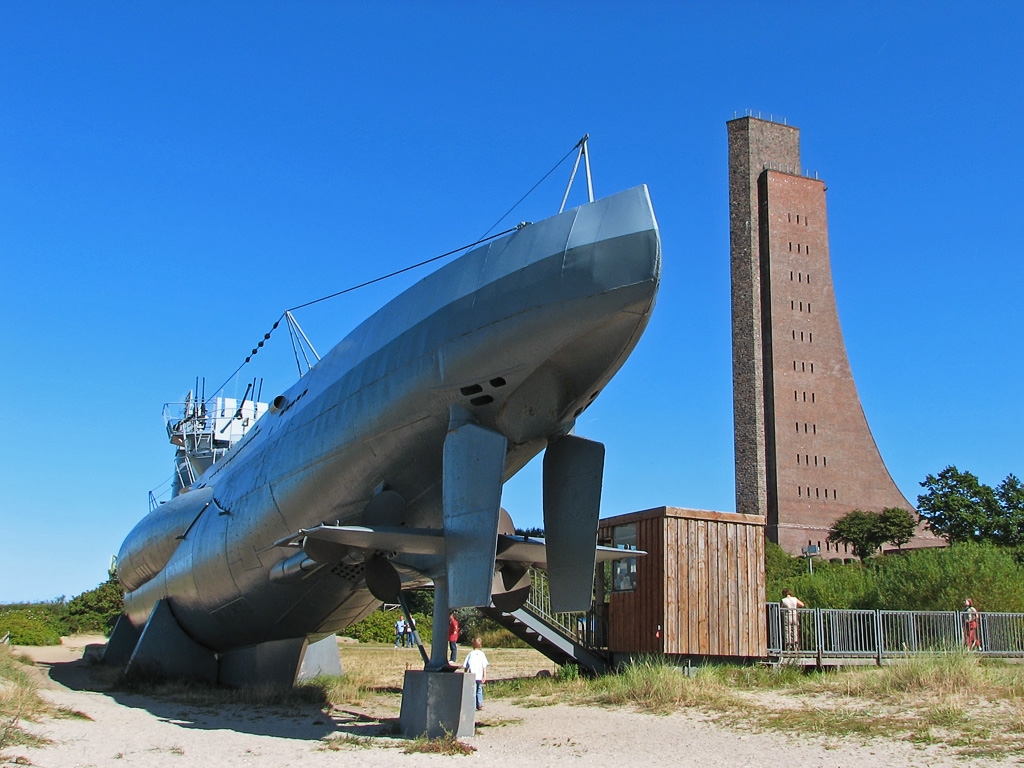
U 995 vor dem Ehrenmal

Das U-Boot U 995, das auch von innen besichtigt werden kann, wurde 1972 als technisches Museum und Denkmal am Strand direkt vor dem Ehrenmal aufgestellt.
Seit 2008 gehört das Marine-Ehrenmal zur Straße der Monumente, einem Netzwerk deutscher Denkmale und Erinnerungsorte.

## Moltke-Stein

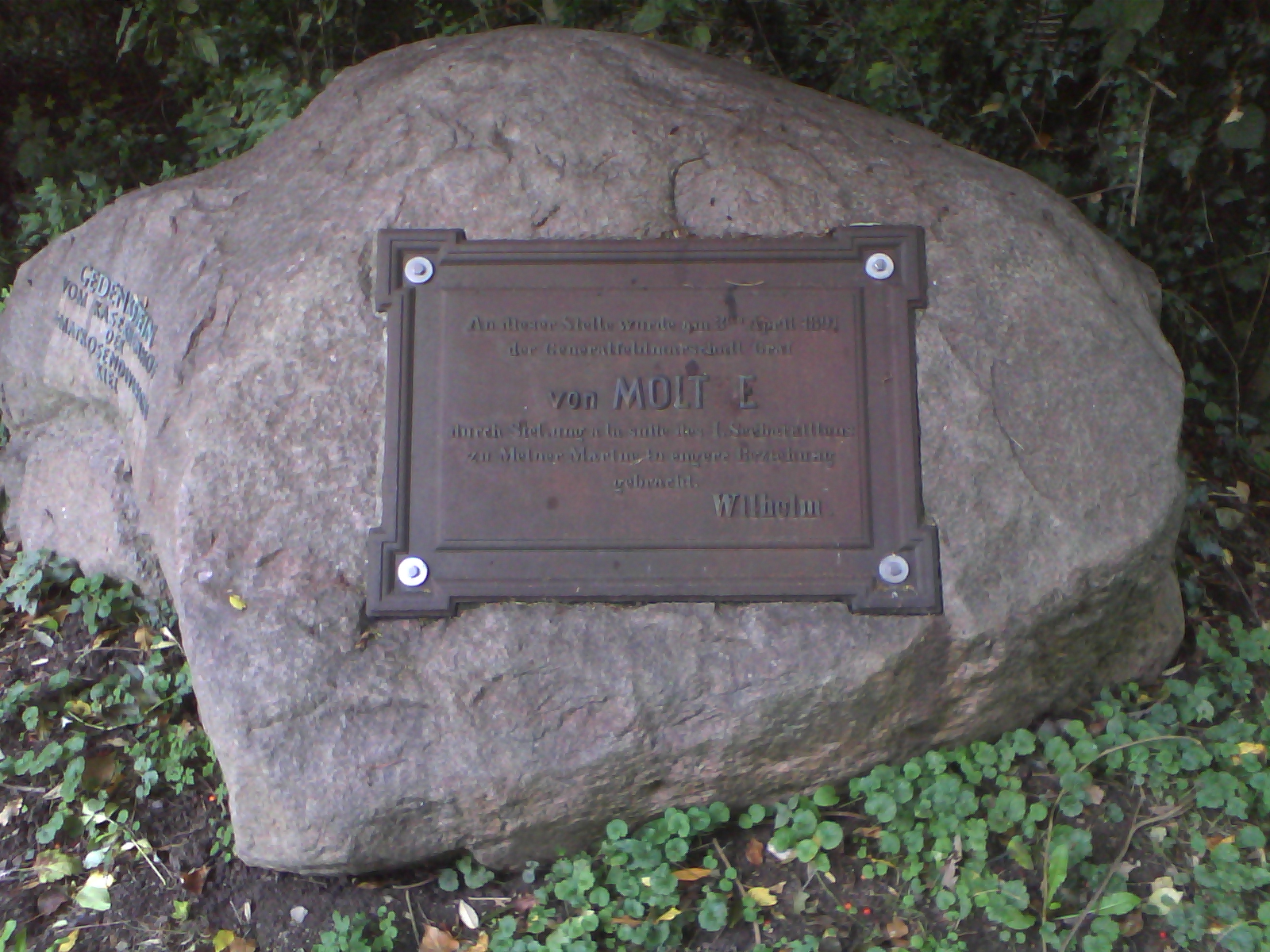
Der Moltke-Stein auf dem Gelände des Marine-Ehrenmals Laboe, 2022

An der östlichen Grundstücksgrenze des Geländes des Ehrenmals befindet sich ein Gedenkstein zur Erinnerung an den preußischen Generalfeldmarschall Helmuth Karl Bernhard von Moltke.

## Ehrenbezeugung
Kriegsschiffe vieler Nationen bezeugen beim Passieren des Ehrenmals ihre Ehrerweisung, die Schiffe der Deutschen Marine mit der Ehrerweisung „Front“.